# Quadratum incusum
Quadratum incusum bezeichnet im antiken griechischen Münzwesen ein quadratisch vertieftes, bildloses Revers der Münzen. Zum Beginn der Münzprägung wurden nur primitive, punzenförmige Stempel ohne Gestaltung verwendet. Diese Punzen wurden seit dem 6. vorchristlichen Jahrhundert immer häufiger durch ein Quadratum incusum ersetzt, das zumeist in vier Unterquadrate, gelegentlich aber auch in noch mehr einfache geometrische Unterflächen unterteilt war. Diese Unterteilung in Unterflächen wurde von einer ornamentalen Gestaltung des Quadratum incusum abgelöst. In klassischer Zeit wurde auf Münzen der Insel Chios der waagerechte Balken des Quadratum incusum mit einem Magistratsnamen versehen, der vermutlich für die Münzprägung verantwortlich war.  Später wurden auch Teilflächen des Quadratum incusums mit kleinen Motiven (zum Beispiel Insekten auf den Münzen aus Chersones) versehen. Schließlich verdrängten bildliche Darstellungen auf der gesamten Münzrückseite das Quadratum incusum.
Die Entwicklung verlief nicht in allen Städten gleich. Es kam vor, dass Städte noch sehr einfache Gestaltungen ihrer Münzrückseiten vornahmen, während sich in anderen Städten schon längst eine aufwändigere Gestaltung etabliert hatte. Damit war häufig beabsichtigt, die Münze als gutes (im Sinne von hohem Silbergehalt), traditionelles Geld zu kennzeichnen. Die deutlichste Entwicklung zeigen die Münzen der Insel Aigina (heute Ägina). Die vier Unterquadrate des Quadratum incusum sind häufig nochmal diagonal in Dreiecke unterteilt, teilweise gefüllt und teilweise leer bleibend, was bei abwechselnd gefüllten und leeren Dreiecken zu einem windmühlenartigen Erscheinen führt. Es gibt aber auch Prägeperioden mit fünf leeren und drei gefüllten Dreiecken. In der Schlussphase der äginetischen Prägungen wird das viergeteilte Quadratum incusum durch fünf unregelmäßig gestaltete Trapeze ersetzt. Durch verschiedene Hortfunde kann die chronologische Entwicklung der äginetischen Münzen heute gut nachvollzogen werden.
Das Quadratum incusum fand nur auf Elektron- und Silbermünzen Verwendung. Als die sehr kleinen Silbernominale durch größere und handlichere Bronzemünzen abgelöst wurden, wurde das Quadratum incusum nicht mehr für die Gestaltung der Münzrückseiten benutzt.

## Bildergalerie der Entwicklung der Münzrückseite

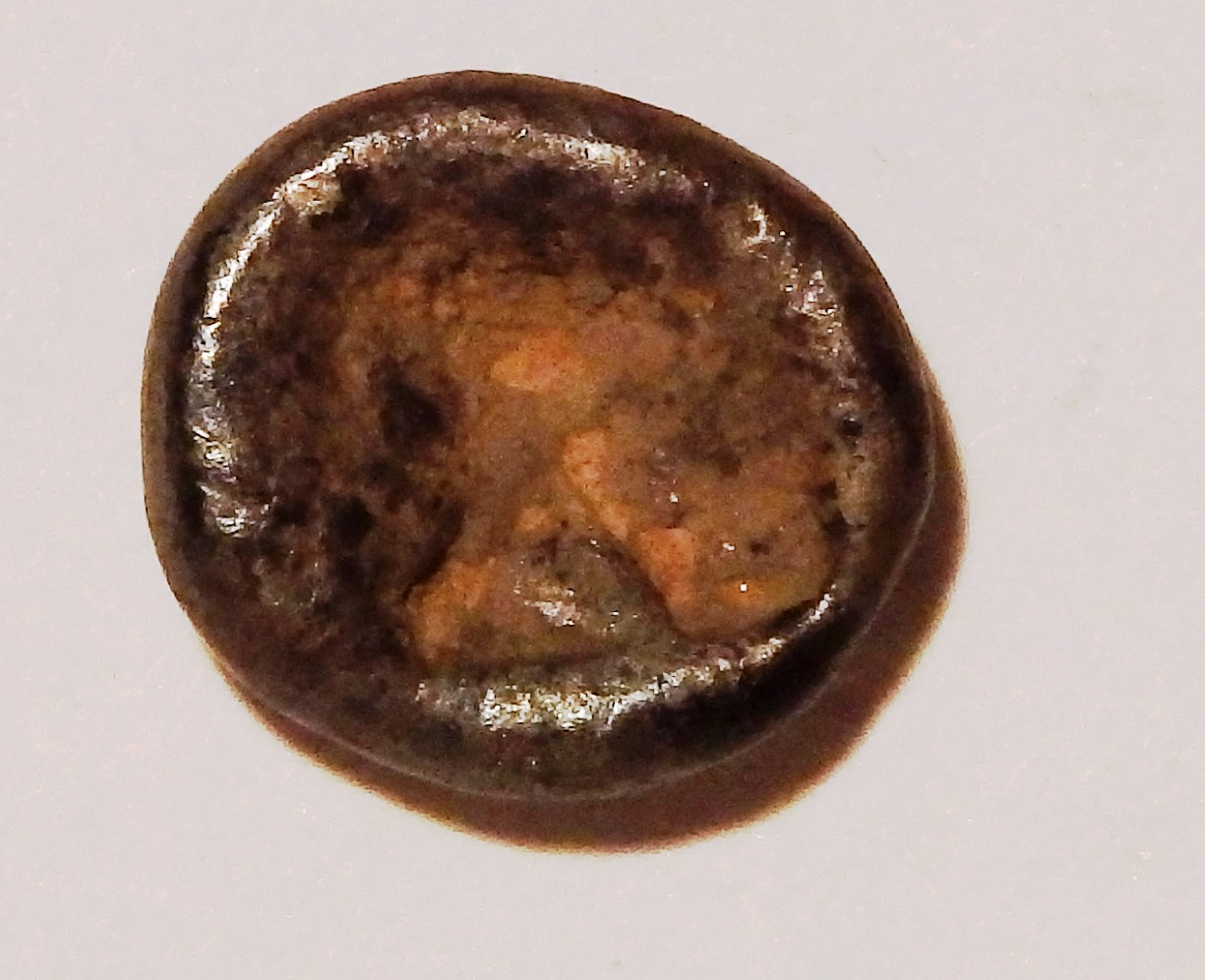
Obol aus Kamiros (Rhodos) mit ungestalteter Punze als Rückseite, 6. Jahrhundert v. Chr.
Stater aus Ägina, Rückseite: Quadratum incusum mit fünf Flügeln, ca. 550–456 v. Chr.
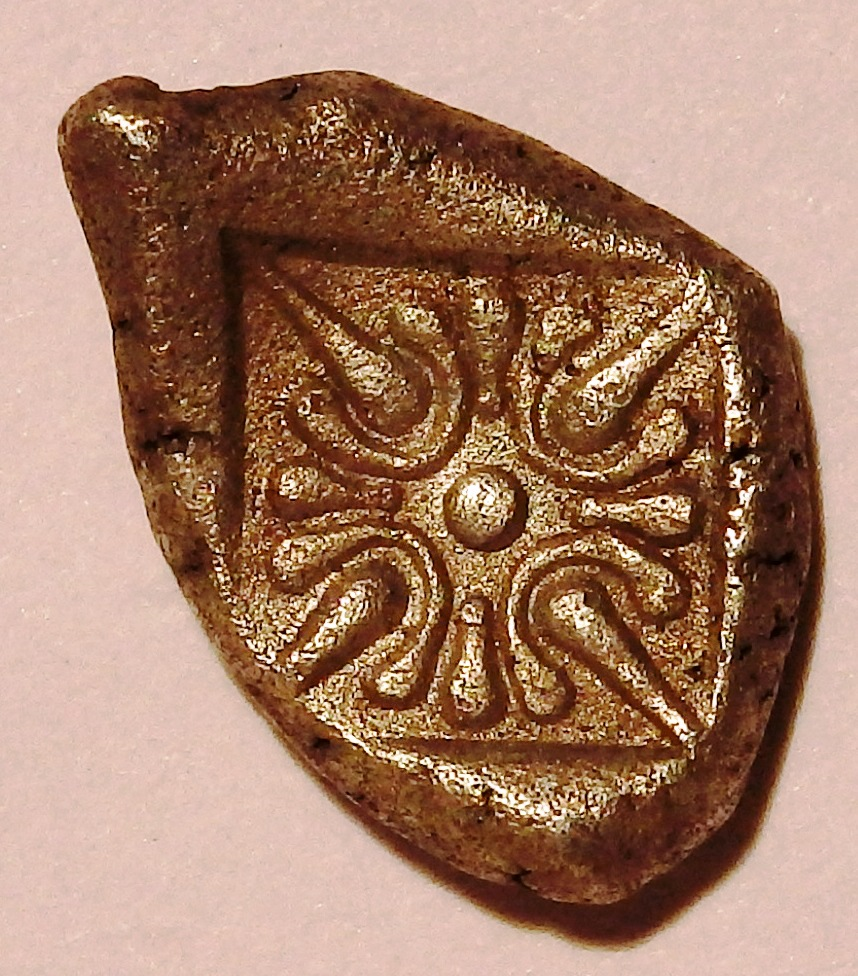
Obol aus Milet, Rückseite: stilisierter Stern in Quadratum incusum, 6. Jahrhundert v. Chr.
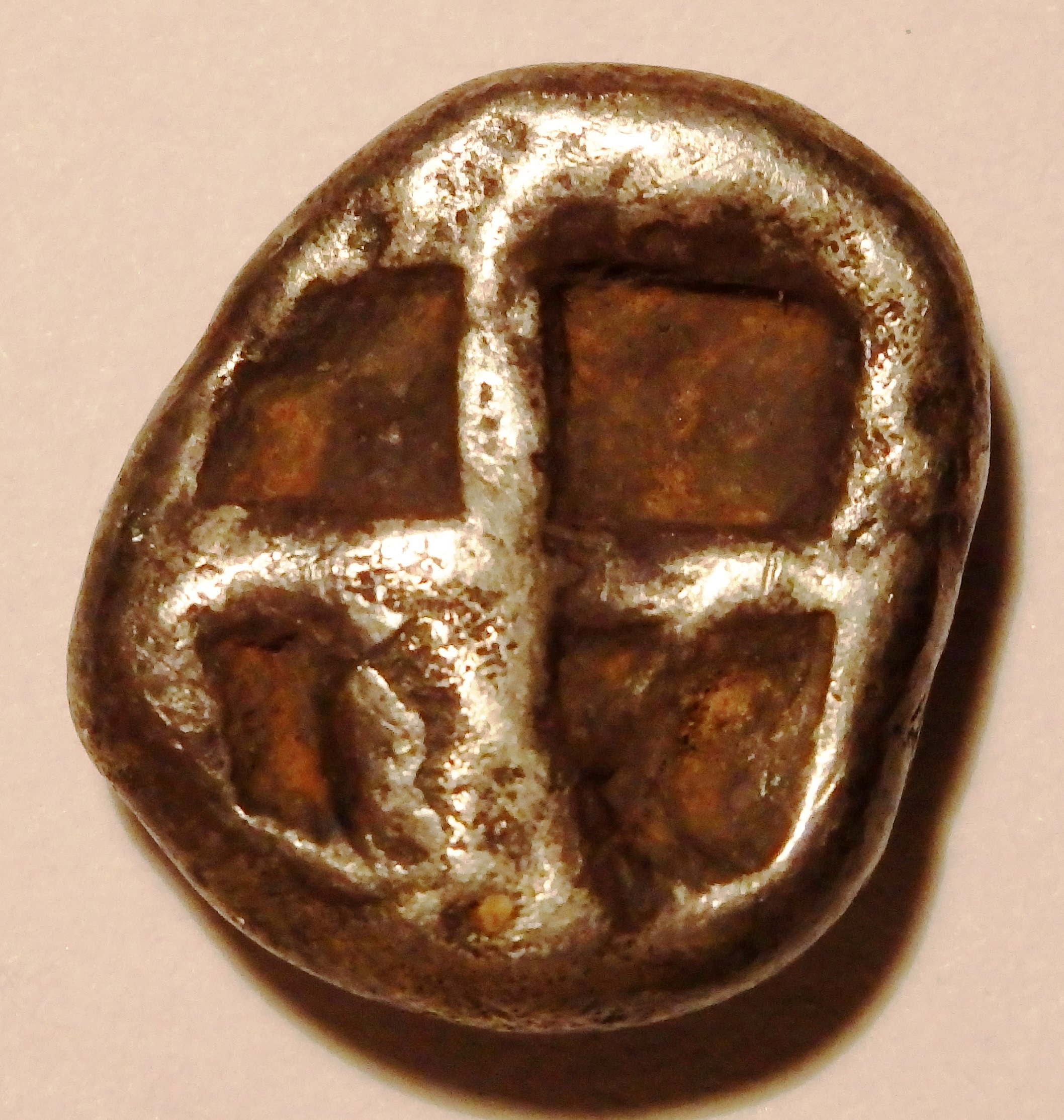
Stater aus Chios, Rückseite: viergeteiltes Quadratum incusum, ca. 480–450 v. Chr.
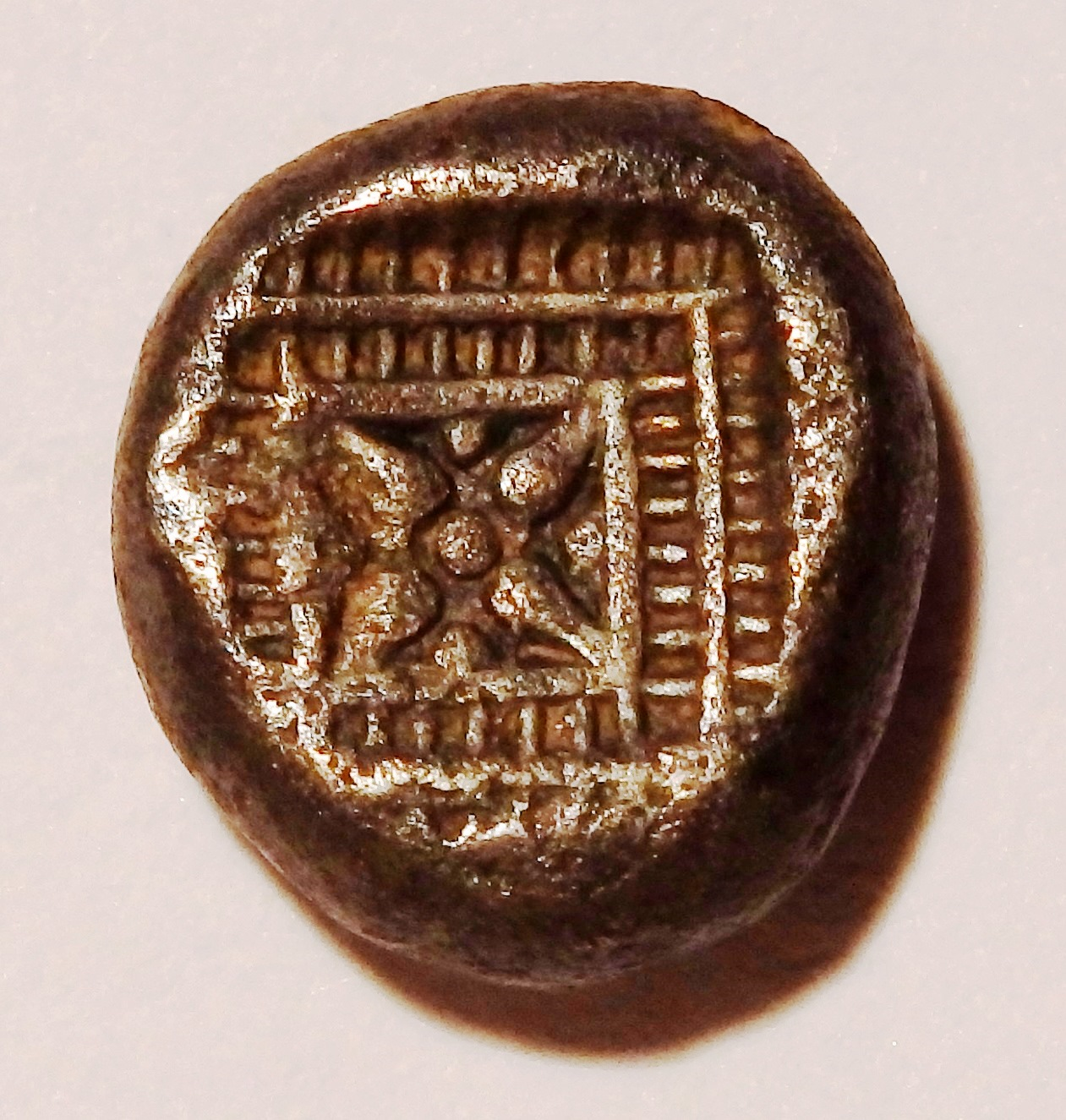
Diobol aus Samos, Rückseite mit stilisiertem Stern in mehrreihigem Quadratum incusum, 6./5. Jahrhundert v. Chr.
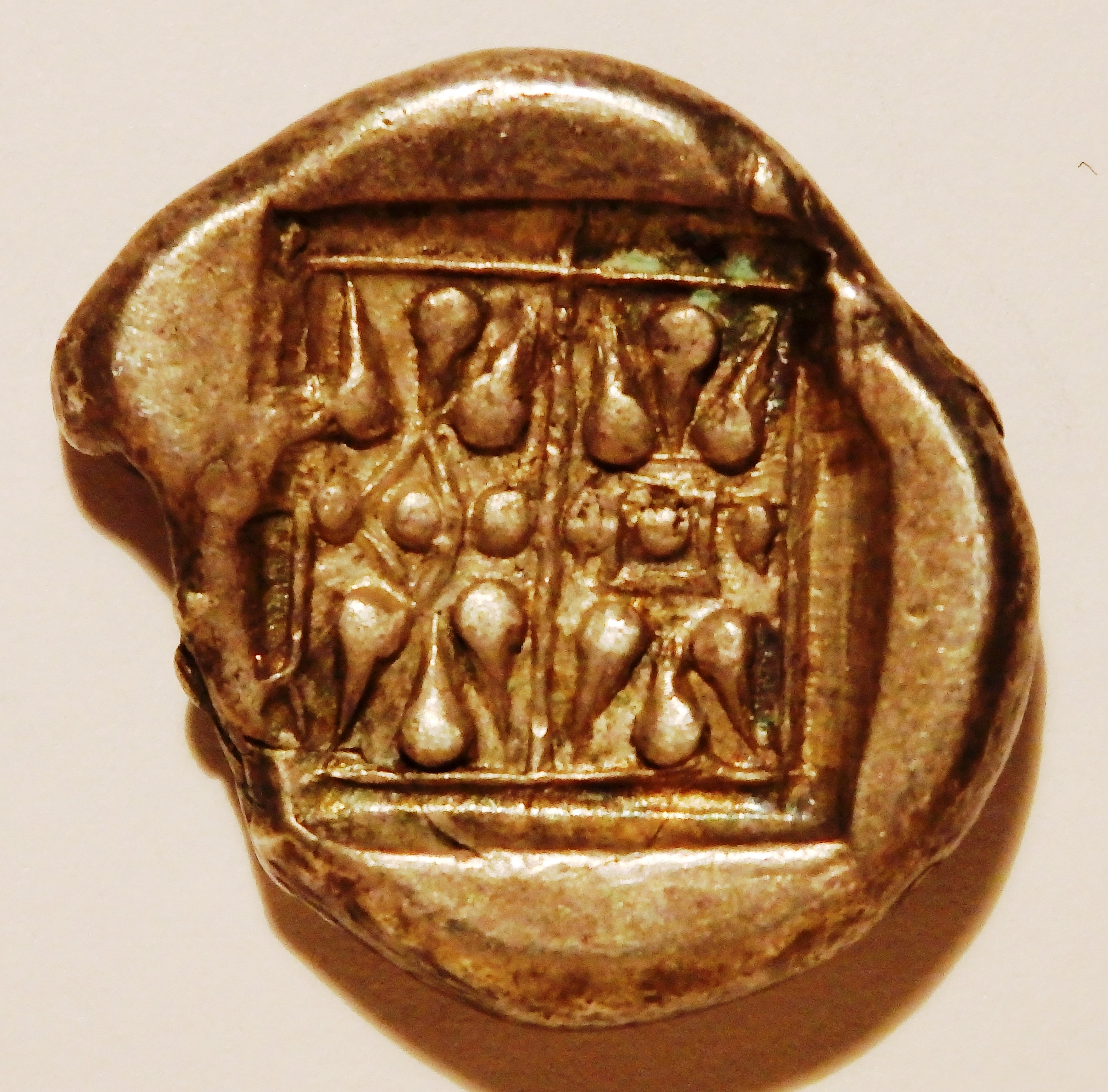
Stater aus Korkyra mit gestaltetem Quadratum incusum: stilisierte Doppelblüte, ca. 475–450 v. Chr. geprägt
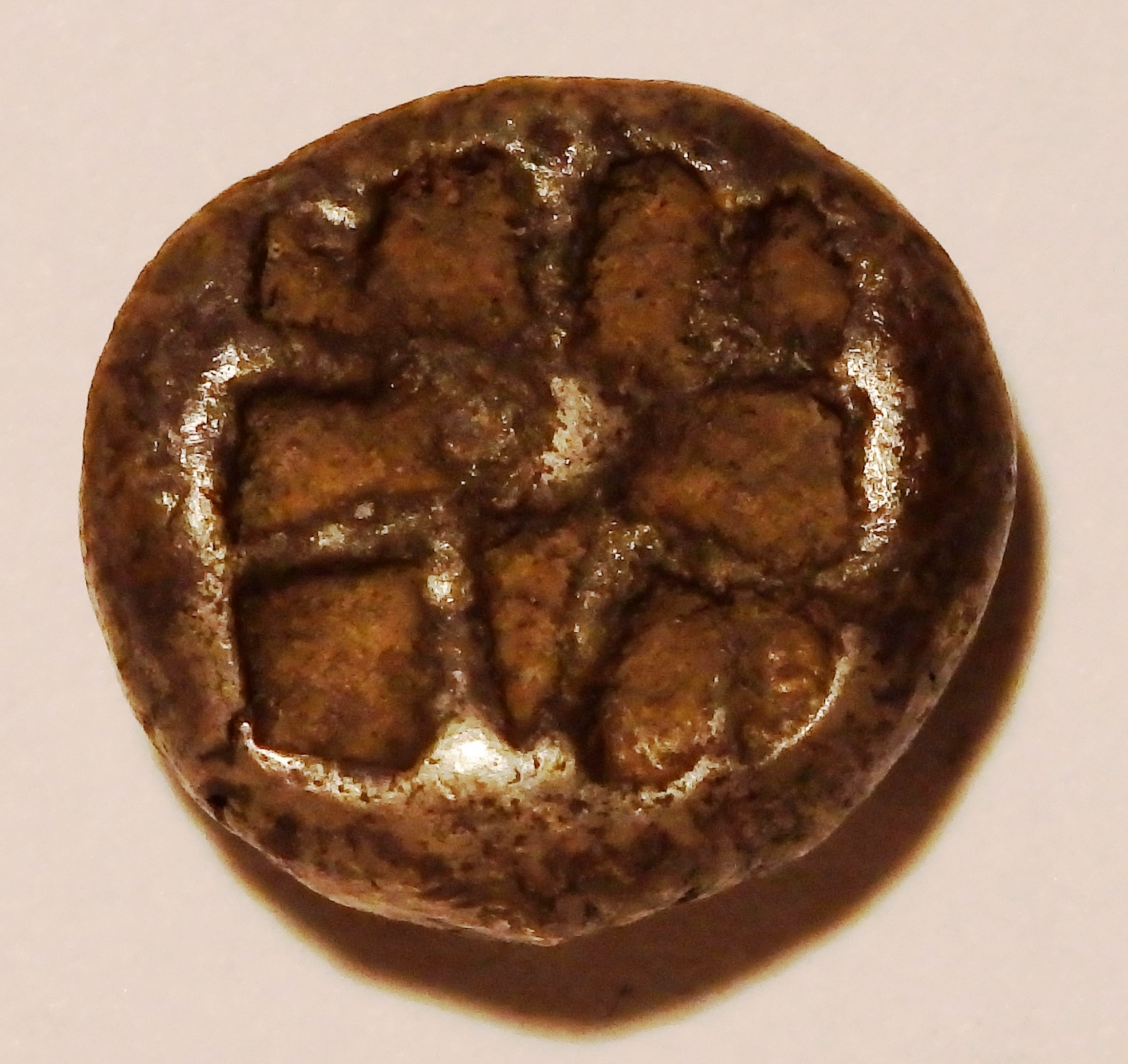
Drachme aus Parion, Rückseite: vielfach und simpel unterteiltes Quadratum incusum, 5. Jahrhundert v. Chr.
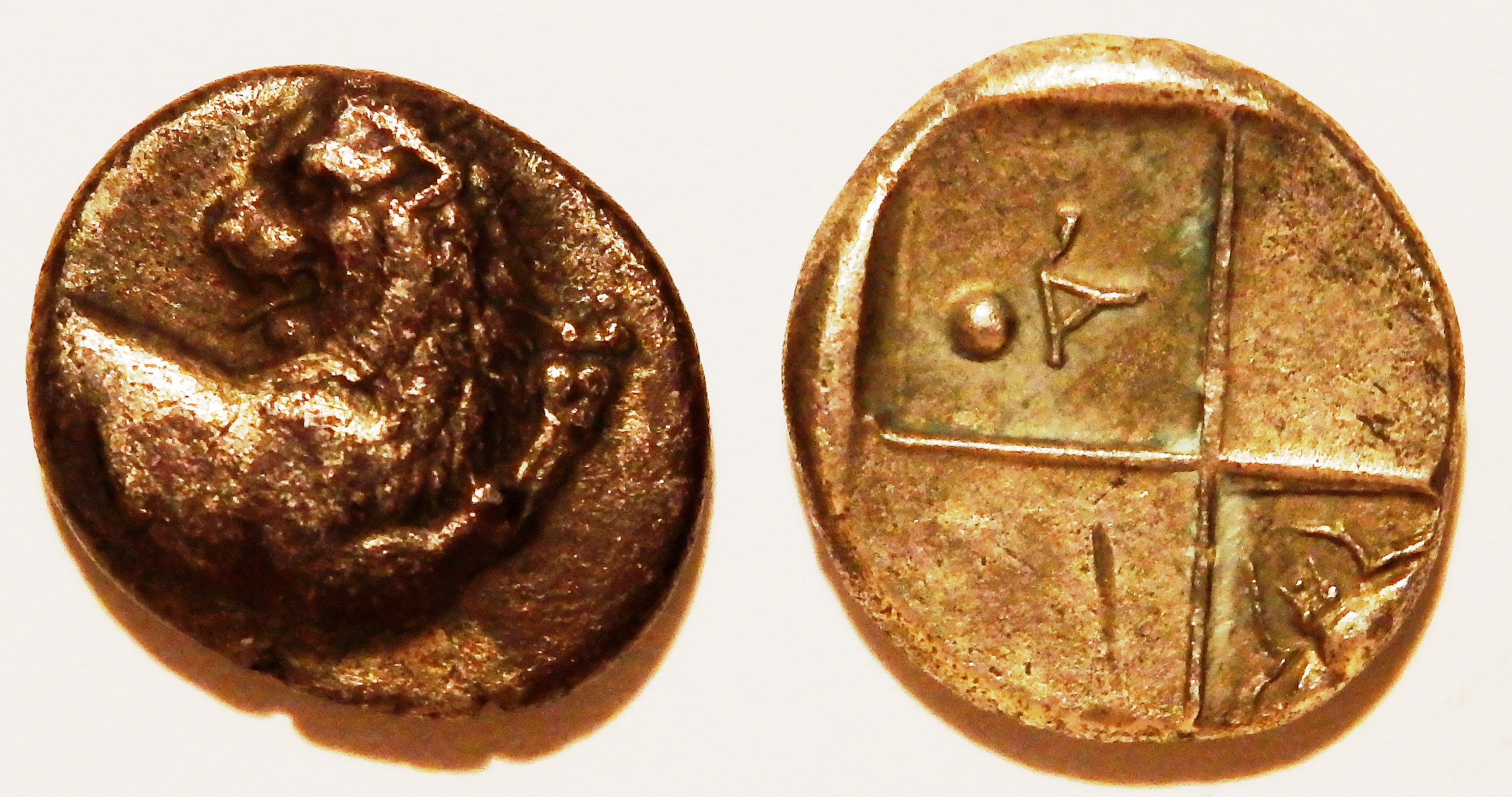
Vor- und Rückseite Triobol aus Chersones, Motive auf Teilflächen des viergeteilten Quadratum incusums der Rückseite (rechts), ca. 400–350 v. Chr.
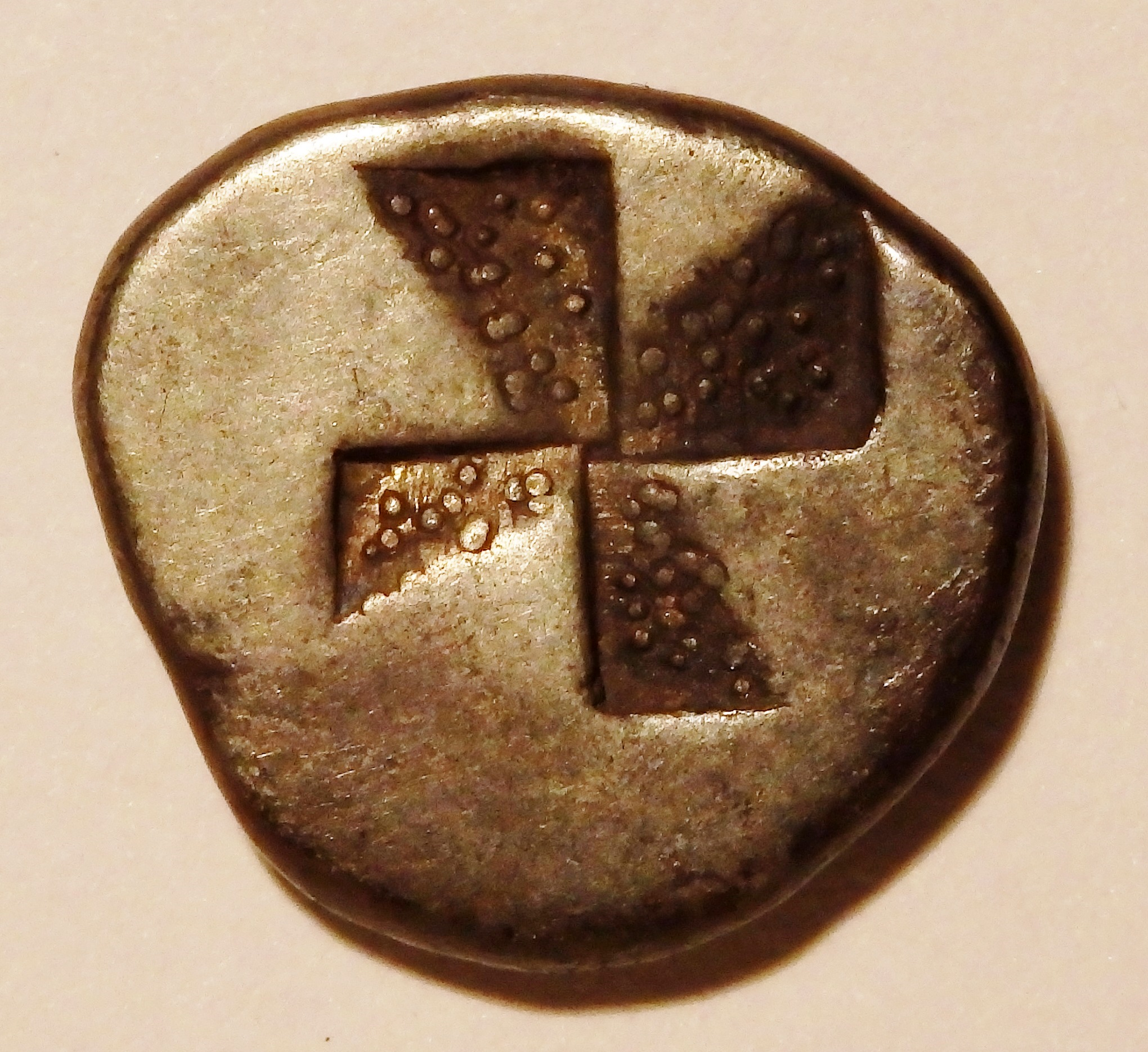
Drachme aus Byzantion, windflügelartiges, viergeteiltes Quadratum incusum, 357–340 v. Chr.
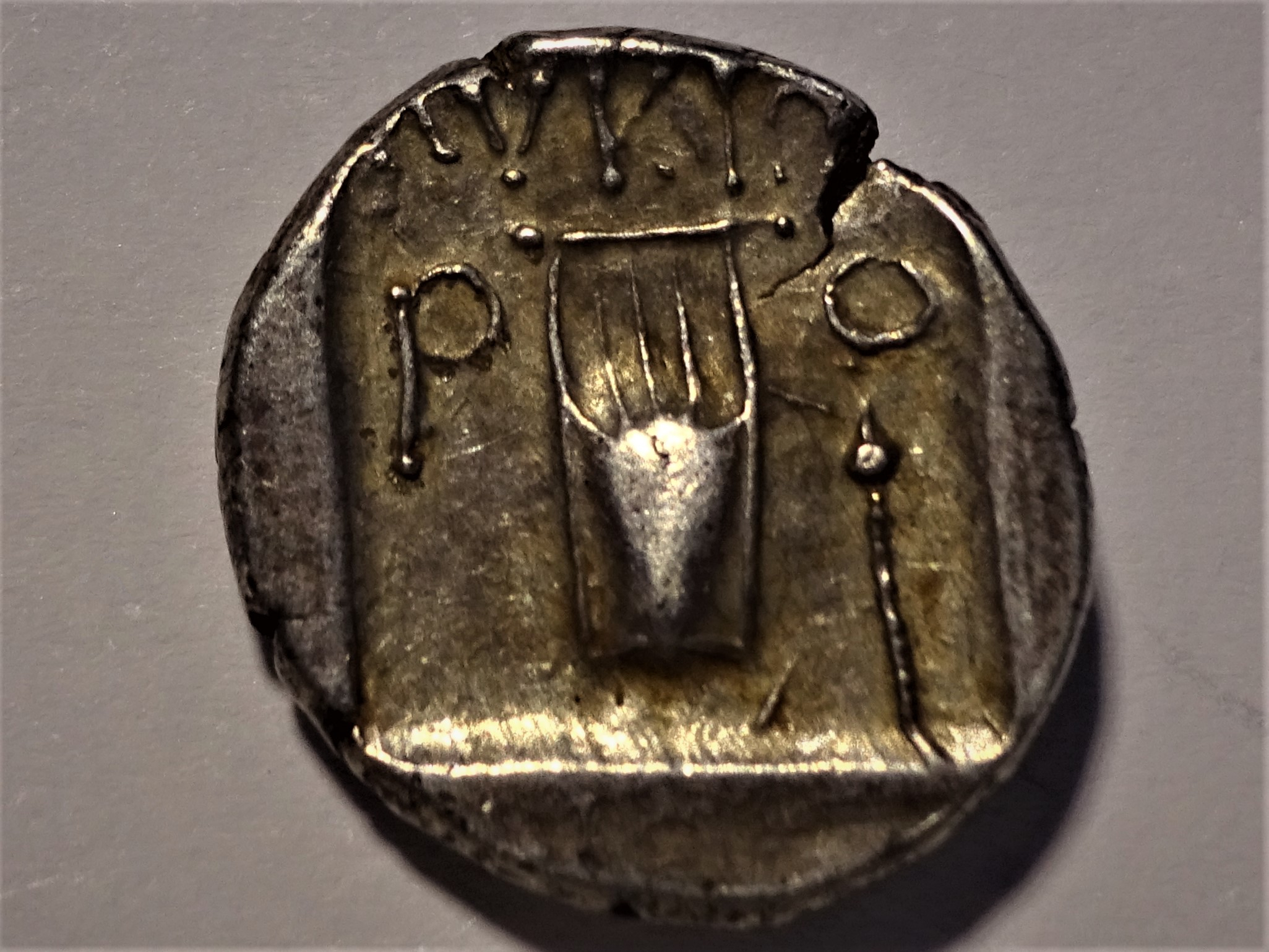
Rhodiapolis, Lyra in Quadratum incusum, S/S 5398 Rv, nach 168 v. Chr.